# Identità (psicologia)
L'identità, in psicologia, è la realtà/verità, cosciente e non cosciente, caratteristica di un soggetto per la quale egli si distingue dagli altri.

## Inquadramento teorico

### Erikson
Erik Erikson (1902–1994) fu uno dei primi psicologi a interessarsi esplicitamente all'identità. La concettualizzazione Eriksoniana si basa su una distinzione tra il senso psicologico di continuità, noto come identità dell'io (a volte identificato semplicemente come "il sé"); le idiosincrasie personali, che separano una persona dalla successiva, nota come identità personale; e la raccolta di ruoli sociali che una persona potrebbe svolgere, nota come identità sociale o identità culturale. Il lavoro di Erikson, nella tradizione psicodinamica, mirava a indagare il processo di formazione dell'identità per tutta la durata della vita. La forza progressiva nell'identità dell'io, ad esempio, può essere tracciata in termini di una serie di fasi in cui l'identità si forma in risposta a sfide sempre più sofisticate. Il processo di formazione di un valido senso di identità culturale è concettualizzato come un compito adolescenziale, e coloro che non gestiscono una risintesi delle identificazioni dell'infanzia sono visti come in uno stato di "diffusione dell'identità", mentre coloro che conservano le loro identità inizialmente fornite come indiscutibili hanno identità "precluse". In alcune letture di Erikson, lo sviluppo di una forte identità dell'io, insieme alla corretta integrazione in una società e cultura stabile, porta a un più forte senso di identità in generale. Di conseguenza, una carenza di uno di questi fattori può aumentare la possibilità di una crisi di identità o confusione.

### Psicologia del Sé
Sebbene il sé sia distinto dall'identità, la letteratura sulla psicologia del Sé può offrire alcune intuizioni su come viene mantenuta l'identità. Dal punto di vista della psicologia del Sé, ci sono due aree di interesse: i processi attraverso i quali si forma un sé (l'"io") e il contenuto reale degli schemi che compongono il concetto di sé (il "me") . In quest'ultimo campo, i teorici hanno mostrato interesse nel mettere in relazione il concetto di sé con l'autostima, le differenze tra i modi complessi e semplici di organizzare la conoscenza di sé e i legami tra questi principi organizzativi e l'elaborazione delle informazioni.

### Altri autori
Il paradigma dello status di identità "neo-Eriksoniano" è emerso negli anni successivi, guidato in gran parte dal lavoro di James Marcia. Questo paradigma si concentra sui concetti gemelli di esplorazione e impegno. L'idea centrale è che il senso di identità di ogni individuo è determinato in gran parte dalle esplorazioni e dagli impegni che prende su determinati tratti personali e sociali. Ne consegue che il nucleo della ricerca in questo paradigma indaga i gradi in cui una persona ha effettuato determinate esplorazioni e il grado in cui mostra un impegno in quelle esplorazioni. Una persona può mostrare debolezza relativa o forza relativa in termini sia di esplorazione che di impegni. Quando vengono assegnate categorie, risultano quattro possibili permutazioni: diffusione dell'identità, preclusione dell'identità, moratoria dell'identità e raggiungimento dell'identità. La diffusione è quando a una persona mancano sia l'esplorazione della vita sia l'interesse a impegnarsi anche nei ruoli non scelti che occupa. La preclusione è quando una persona non ha scelto ampiamente in passato, ma sembra disposta a impegnarsi in alcuni valori, obiettivi o ruoli rilevanti in futuro. Una moratoria è quando una persona mostra una specie di volubilità, pronta a fare delle scelte ma incapace di impegnarsi con essa. Infine, il raggiungimento è quando una persona fa scelte di identità e si impegna con esse.
La variante del concetto di identità di Weinreich include allo stesso modo le categorie di diffusione dell'identità, preclusione e crisi, ma con un'enfasi leggermente diversa. Qui, ad esempio per quanto riguarda la diffusione dell'identità, un livello ottimale viene interpretato come norma, in quanto non è realistico aspettarsi che un individuo risolva tutte le sue identificazioni in conflitto con gli altri; pertanto dovremmo essere attenti agli individui con livelli molto più alti o più bassi della norma: gli individui con identità altamente diffusa sono classificati come "diffusi", mentre quelli con livelli bassi, "preclusi" o "difensivi". Weinreich applica la variante di identità in un quadro che consente anche il passaggio dall'uno all'altro mediante esperienze biografiche e risoluzione di identificazioni conflittuali situate in vari contesti: ad esempio, un adolescente che sta attraversando una separazione familiare può trovarsi in uno stato, mentre in seguito a un matrimonio stabile o con un ruolo professionale sicuro potrebbe essere in un altro. Quindi, sebbene ci sia continuità, c'è anche sviluppo e cambiamento.
La definizione di identità di Laing segue da vicino quella di Erikson, sottolineando le componenti passate, presenti e future del sé sperimentato. Egli sviluppa anche il concetto di "metaprospettiva del sé", cioè la percezione del sé della visione dell'altro da parte dell'altro, che è stata trovata estremamente importante in contesti clinici come l'anoressia nervosa. 
Harré concettualizza le componenti del sé/identità: la "persona" (l'essere unico che sono per me stesso e gli altri), insieme ad aspetti di sé (inclusa una totalità di attributi tra cui credenze sulle caratteristiche di una persona, inclusa la storia della vita), e le caratteristiche personali mostrate per gli altri.

## Processo di formazione
L'identità si forma per separazione, fenomeno psichico generalmente attivato dalla cessazione della percezione di un altro essere umano con cui si era in rapporto (passato). La separazione dal proprio passato può svolgersi con tre modalità: generando il ricordo cosciente, la ripetizione o la ricreazione. Il ricordo cosciente è un'immagine evocabile allo stato di veglia, di cui è la fedele registrazione. La ripetizione è la reiterazione patologica di atti fisici o psichici del passato (vedi identificazione), cui si rimane legati da una fissazione. 
La ricreazione è una separazione creativa dal passato, che si realizza mediante la sparizione di proprie situazioni interiori di rapporto interumano e la comparsa di una nuova memoria-fantasia. Si realizza così, nella separazione, la trasformazione di un'esperienza vissuta, che arricchisce l'identità cosciente e non-cosciente. Attraverso ripetute separazioni, la realizzazione di una sempre maggiore identità è contraddistinta dal raggiungimento di una sempre maggiore fusione tra la propria realtà materiale e la propria realtà psichica, ovvero tra coscienza, inconscio e comportamento.